# Termidorianos

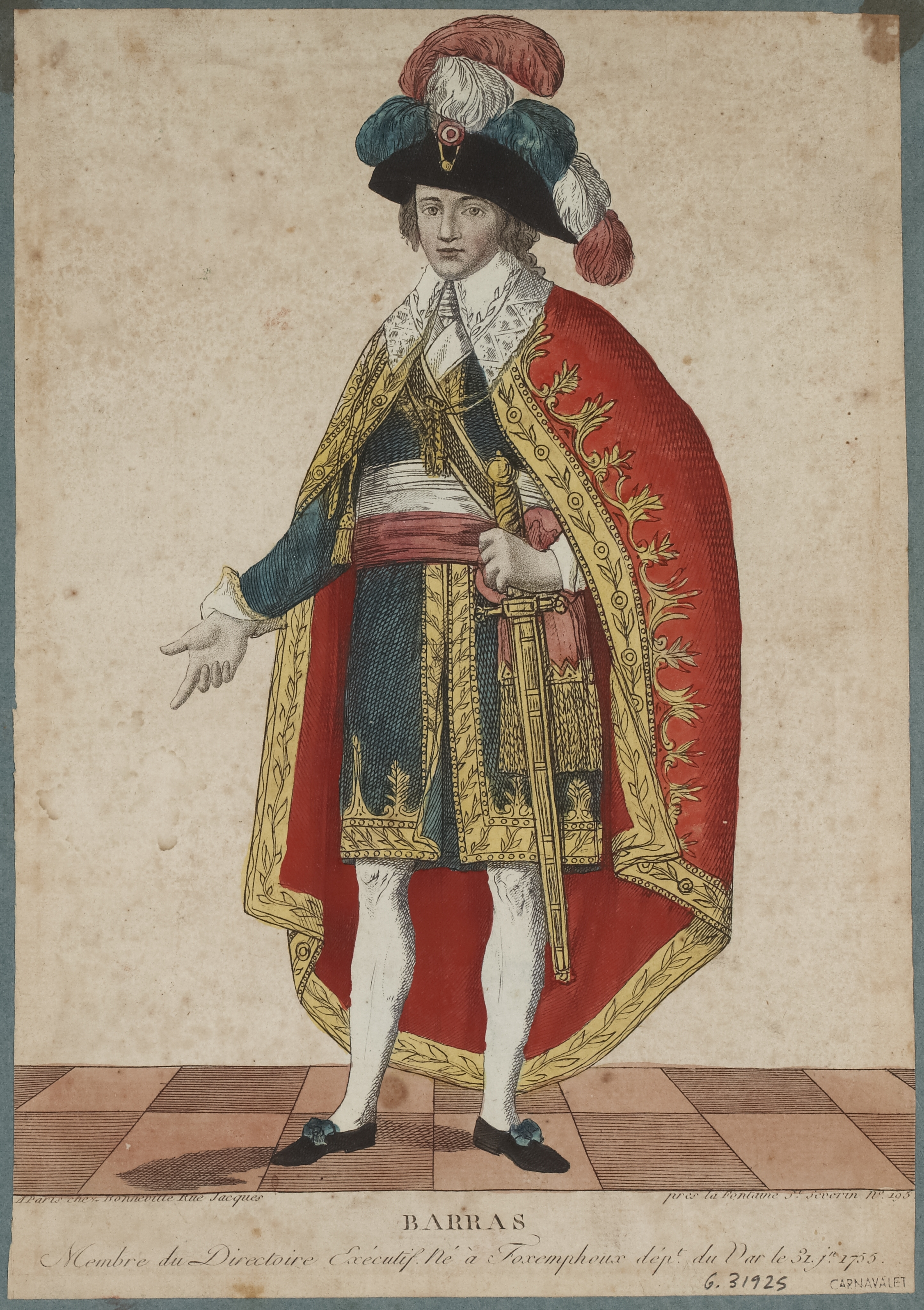
Paul Barras, como membro do Diretório, um dos líderes dos Termidorianos.

Os Termidorianos (em francês:  Thermidoriens, nomeados pelo mês de Termidor), também conhecidos como a Convenção Termidoriana (em francês:  Convention thermidorienne) foi um grupo político francês ativos durante a Revolução Francesa entre 1794 e 1799. No contexto da Revolução, eram vistos como moderados e centristas, se opondo aqueles que viam como radicais e extremistas, como os Jacobinos.
O grupo recebeu seu nome por causa da Reação termidoriana de 1794, quando seus membros — liderados por Paul Barras, Jean-Lambert Tallien e Joseph Fouché — formaram um golpe de estado contra Maximilien Robespierre e Louis Antoine de Saint-Just, que seriam executados, junto com seus apoiadores, em 27 de julho de 1794.